# 116-та окрема бригада територіальної оборони (Україна)
116-та окрема бригада територіальної оборони (116 ОБрТрО, в/ч А7044) — з'єднання Сил територіальної оборони Збройних сил України. Дислокується у Полтавській області. Бригада перебуває у складі Регіонального управління «Північ» Сил ТрО.
Була створена у 2018 році як кадроване формування. У 2022 році брала участь у боях після російського повномасштабного вторгнення.

## Історія
13 червня 2018 року особовий склад згідно затвердженого Плану проходив злагодження у складі стрілецьких відділень шляхом проведення тактико-стройових занять, радіо тренування в ланці: взвод – відділення.
14—15 грудня, під керівництвом Полтавського обласного військового комісара, відбулися дводенні навчальні збори з військовозобов’язаними оперативного резерву 2-ї черги, що входять до управління бригади та батальйонів Збройних сил України.
Станом на 2018 рік, бригада утримувалася у скороченому складі. Формування батальйонів бригади проходило у Полтавський області, у шести районах — Лубенському, Миргородському, Гадяцькому, Кременчуцькому, Полтавському й Лохвицькому.
23 лютого 2019 року на трьох полігонах Полтавщини відбулися практичні стрільби особовим складом підрозділів територіальної оборони під керівництвом Полтавського ОВК. Військові полігони Полтави, Миргорода та Кременчука прийняли близько 500 військовозобов’язаних.
3 червня 2019 року розпочалися навчальні збори 116-ї бригади територіальної оборони. Навчання тривали 7 днів у Полтаві, Миргороді, Лохвиці та Кременчуці. У військовому комісаріаті зібрали офіцерів 1-ї та 2-ї черги від 20 до 60 років. Це військовослужбовці, які підписали контракти і проходять службу в резерві, та офіцери запасу, зокрема випускники військових кафедр цивільних вишів.
В грудні 2022 року бригада отримала Бойовий Прапор.
У січні 2024 року командир бригади полковник Максим Литвиненко отримав стрічку до Бойового Прапору частини «За участь в обороні України».

## Структура
- Управління (штаб)
- 144-й батальйон територіальної оборони (Полтава)
- 145-й батальйон територіальної оборони (Кременчук)[6]
- 146-й батальйон територіальної оборони (Полтавський район)
- 147-й батальйон територіальної оборони (Лубни)[9]
- 148-й батальйон територіальної оборони (Миргород)
- РУБпАК «Алькор»[10]

## Командування
- 2022: полковник Костянтин Калентьєв[11]
- 2022—2023: полковник Олександр Чахлов[12][13]
- з 2023: полковник Максим Литвиненко[14]

## Втрати

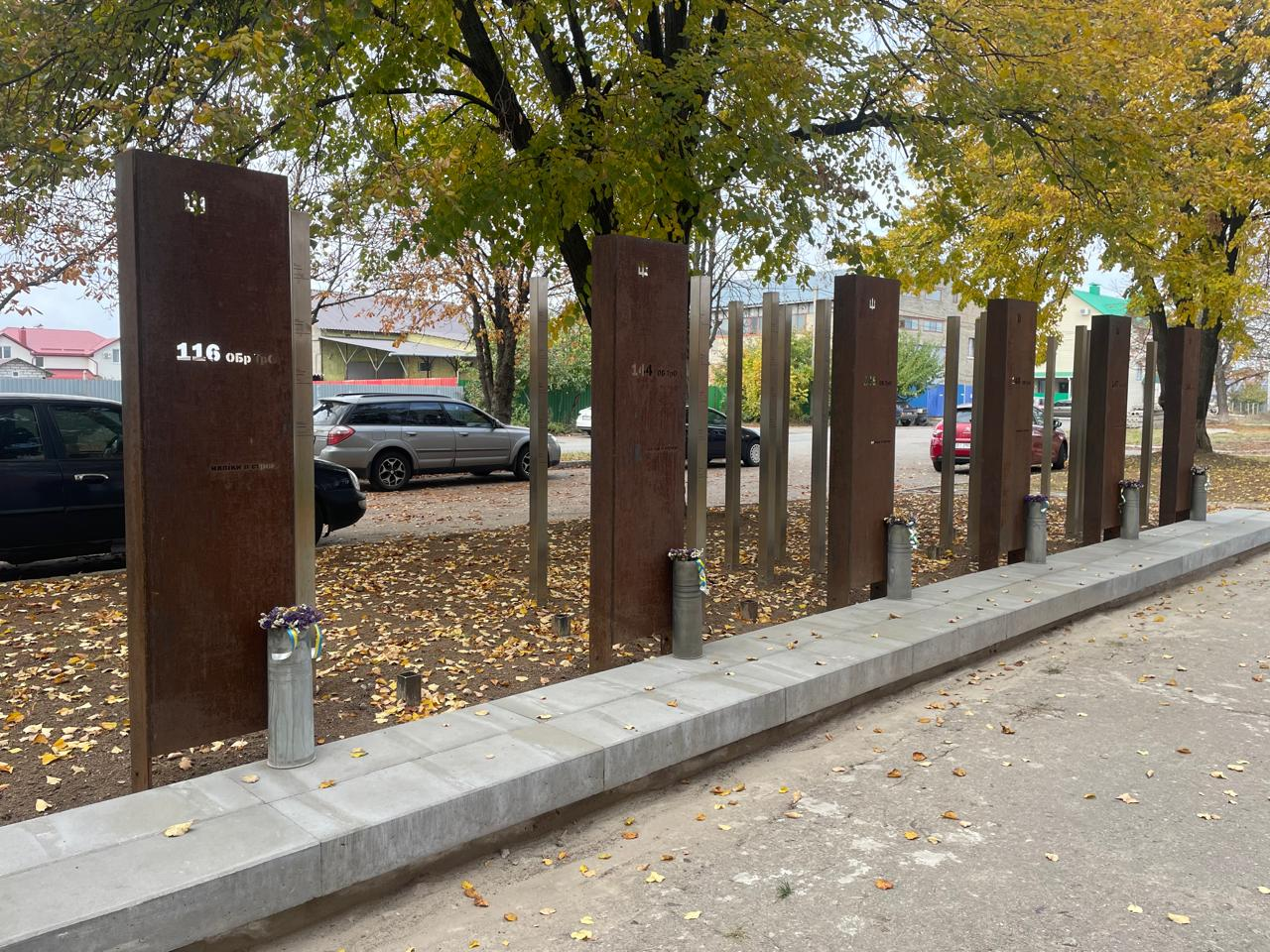
Алея пам'яті загиблих воїнів бригади.

## Вшанування
Найвищими державними нагородами відзначені:
- Федорченко Олександр Іванович — сержант, 148-й батальйон. Герой України (2023, посмертно).
- Чорний Іван Іванович — старший солдат. Герой України (2024).
- Матвійчук Юліан Олександрович — молодший сержант, 144-й батальйон. Герой України (2024, посмертно).[15]
- Наріжний Сергій Станіславович — солдат, 147-й батальйон.  Герой України (2024, посмертно).
- Горін Євген Олександрович — старший солдат, Герой України (2025, посмертно).
- Шевченко Віталій Володимирович — молодший сержант, Герой України (2025, посмертно).

### Соцмережі
- 116-та окрема бригада територіальної оборони у соцмережі «Facebook»

### Новини
- НА ПОЛТАВЩИНІ ГОТУЮТЬ ПІДРОЗДІЛИ ТЕРИТОРІАЛЬНОЇ ОБОРОНИ [Архівовано 19 січня 2019 у Wayback Machine.]
- Полтавці долучилися до військових навчань [Архівовано 19 січня 2019 у Wayback Machine.]